# Joanic Grüttner Bacoul
Joanic Grüttner Bacoul (Berlino, 14 agosto 1995) è un cestista tedesco con cittadinanza francese.